# Ptice
Ptice település Csehországban, Nyugat-prágai járásban. Ptice Svárov, Nenačovice, Úhonice, Chyňava és Červený Újezd településekkel határos. Lakosainak száma 1033 fő (2024. január 1.).

## Népesség
A település lakosságának változását az alábbi diagram mutatja:
| Lakosok száma | 460  | 538  | 568  | 438  | 379  | 397  | 793  | 884  | 948  | 1033 |
|               | 1869 | 1890 | 1921 | 1950 | 1980 | 2001 | 2017 | 2019 | 2022 | 2024 |